# Данијел Отеј
Данијел Отеј (фр. Daniel Auteuil; рођен 24. јануара 1950. године, у Алжиру), француски је глумац и редитељ, добитник Канске филмске награде, БАФТЕ и добитник неколико других, значајних филмских награда. Одиграо је више од 90 улога. Један је од најпопуларнијих француских глумаца.

## Биографија и каријера
Рођен 24. јануара 1950. у Алжиру. Одрастао је у глумачкој породици, у којој су сви певали. Сањао је да постане оперски певач. Први пут се представио као драмски глумац у представи “Понуда” А.П. Чехова.
Пошто није положио испит на Конзерваторијуму драмске уметности, одлази на течајеве у драмску школу Курс Флорана (Cours Florent). Затим игра у разним позоришним трупама, укључујући Национално народно позориште (ТНП), где га је приметио редитељ Жерар Пирес, најпознатији по режији филма Такси и понудио му улогу у филму „Агресија“ (1974), а затим и филм „Чувај очи“ (1975). Клод Зиди га режира у филмовима "Глупани на испиту" (1980) и "Глупани на одмору" (1982).
Прву озбиљну улогу му нуди Едуар Молинаро 1982. године у филму "Милион - не новац", где је био неми гангстер. Приближава се стварном успеху - у филму Е. Молинара  „Љубав у тајности“ (1984), на чијем се снимању сусреће са будућом супругом Еманијел Беар.
Њихов складни дует привлачи пажњу Клода Берија, који их позива да глуме у његовој дилогији по делима М. Пањола "Жан де Флорете" (1986) и "Манон из извора" (1986) - за које су обоје добили награде Сезар за своје улоге.
Још ће бити неко време са Еманијел Беар, играјући са њом на позоришној сцени у комаду "Двострука инконзистенција" Маривоа, а на филму игра у остварењима - "Зима у срцу" (1992, награда Феликс - 93 за улогу), "Француска жена" (1995). Али генерално, њихове каријере се развијају паралелно.
Отеј се испробава у различитим жанровима: у историјском портрету Ласнеровог убице („Ласнер“ Ж. Жироа, 1990), у мелодрами „Моја омиљена сезона“ (1993) А. Тешина и „Растанак“ (1994) К. Венсана. С великим темпераментом, Отеј је играо улогу Анрија IV у филму Краљица Марго (1994) Патриса Шероа.